# Pogoda dla bogaczy (serial telewizyjny)

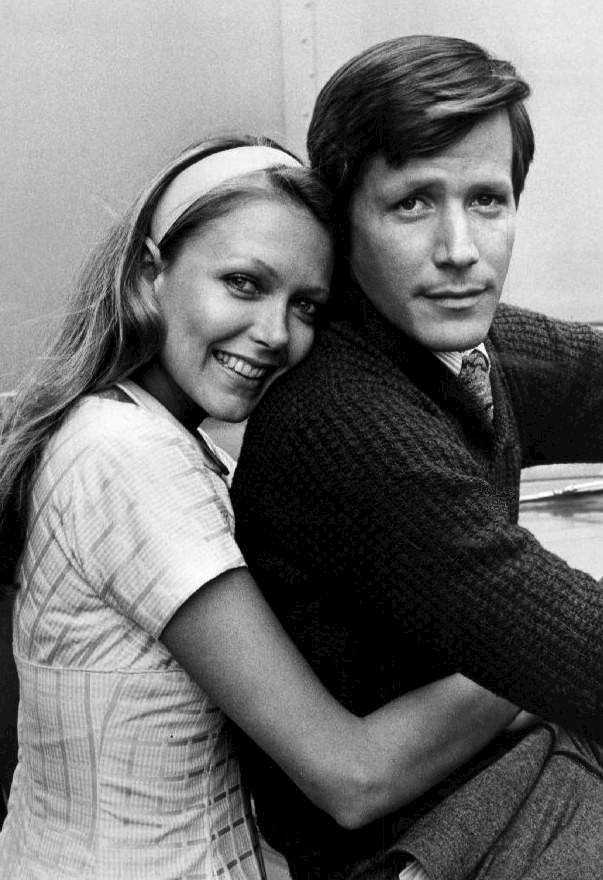
Susan Blakely i Peter Strauss

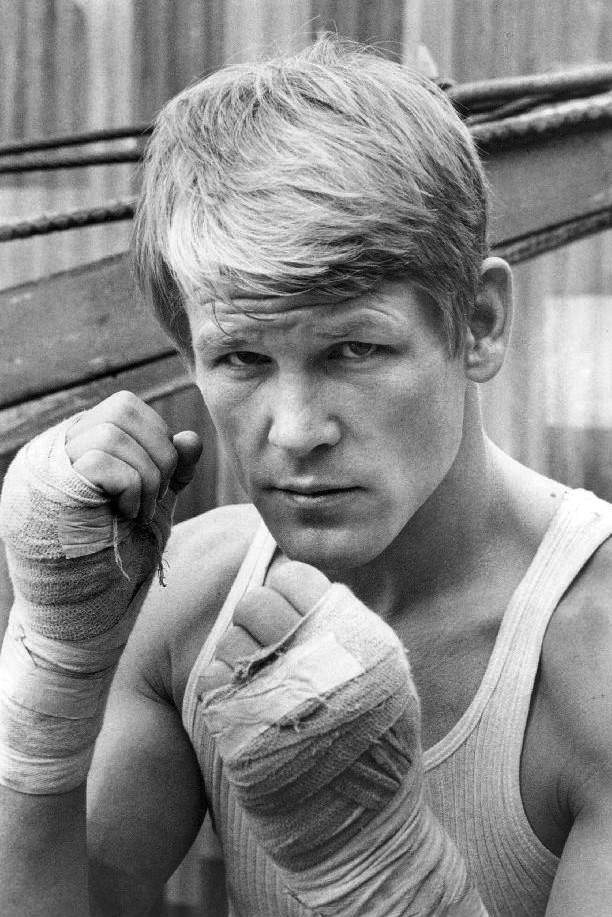
Nick Nolte

Pogoda dla bogaczy (ang. Rich Man, Poor Man) – amerykański kolorowy serial telewizyjny z 1976 roku, zrealizowany na podstawie powieści Irwina Shawa pod tym samym tytułem z 1970.

## O serialu
W rolach głównych wystąpili Peter Strauss, Nick Nolte i Susan Blakely. Serial nadawany w sieci ABC w 1976 roku, liczył 12 godzinnych odcinków. W Polsce był emitowany w wersji dubbingowanej pod koniec lat 70.
Serial miał kontynuację, Pogoda dla bogaczy. Księga II (Rich Man, Poor Man - Book II).
Serial zdobył cztery nagrody Emmy za muzykę oraz cztery Złote Globy w kategorii najlepszy serial telewizyjny: dla najlepszego serialu telewizyjnego, najlepszej aktorki (Susan Blakely), najlepszej drugoplanowej aktorki (Josette Banzet) i najlepszego drugoplanowego aktora (Edward Asner).

## Fabuła
Akcja rozgrywa się w latach 1945-1965. Film opowiada o losach dwóch braci Jordache, synów niemieckiego imigranta i Amerykanki ze zubożałego dobrego domu. Starszy Rudy, zdolny, przystojny i pracowity, robi karierę w biznesie i polityce; młodszy Tom jest typem zawadiaki i żeby zarobić na chleb musi m.in. występować w ringu jako zawodowy bokser, a później zaokrętować się jako marynarz. Julie Prescott jest długoletnią przyjaciółką Rudy’ego, która w końcu poślubia go.

## Obsada
- Peter Strauss – Rudy Jordache
- Nick Nolte – Tom Jordache
- Dorothy McGuire – Mary Jordache, matka braci
- Edward Asner – Axel Jordache, ojciec braci
- Susan Blakely – Julie Prescott
- Gloria Grahame – Sue Prescott, matka Julie
- Tim McIntire – Brad Knight
- Ray Milland – Duncan Calderwood
- Robert Reed – Teddy Boylan
- Bill Bixby – Willie Abbott
- Norman Fell – Smitty
- Lawrence Pressman – Bill Denton
- Helen Craig – Martha
- Kim Darby – Virginia Calderwood
- Murray Hamilton – Sid Gossett
- Herbert Jefferson Jr. – Roy Dwyer
- Van Johnson – Marsh Goodwin
- William Smith – Anthony Falconetti
- Talia Shire – Teresa Santoro
- Dorothy Malone – Irene Goodwin
- Dick Sargent – Eddie Heath
- Eddie Barth – Papadakis
- Craig Stevens – Asher Berg
- Josette Banzet – panna Lenaut

W epizodach wystąpili m.in.: Fionnula Flanagan, George Maharis, Dennis Dugan, Gregg Henry, James Carroll Jordan, John Finnegan.

## Wersja polska

### Reżyseria
- Zofia Dybowska-Aleksandrowicz

### Udział wzięli
- Krzysztof Kolberger − Rudy
- Krzysztof Kołbasiuk − Tom / Wesley (w serii drugiej)
- Anna Romantowska − Julie
- Ewa Kania − Kate
- Mirosław Konarowski − Billy
- Halina Chrobak − Ramona
- Anna Seniuk − Annie
- Joanna Szczepkowska − Vicki
- Barbara Wrzesińska − Maggie
- Jerzy Kamas − Estep
- Jolanta Zykun − Claire
- Roman Wilhelmi − Falconetti
- Mira Morawska − Maria
- Tomasz Zaliwski − Scott
- Marian Kociniak − Dillen

oraz
- Dorota Stalińska
- Zdzisław Salaburski
- Jan Kulczycki
- Henryk Machalica
- Zygmunt Malanowicz
- Krzysztof Wakuliński
- Andrzej Stockinger
- Jan Tesarz
- Marek Lewandowski
- Małgorzata Włodarska
- Zdzisław Tobiasz
- Hanna Mikuć
- Danuta Zaborowska
- Jerzy Tkaczyk
- Włodzimierz Bednarski
- Michał Bajor
- Teodor Gendera